# Герб Малмыжского района
Герб муниципального образования «Малмыжский район» — опознавательно-правовой знак, составленный и употребляемый в соответствии с правилами геральдики, служащий символом муниципального района «Малмыжский район» Кировской области Российской Федерации.

## Описание герба
Описание герба:
В серебряном поле летящий лазоревый ястреб с распростёртыми крыльями, червлёными глазами, золотыми клювом и лапами.

## Обоснование символики
Обоснование символики:
Герб Малмыжского муниципального района основан на проекте герба уездного города Малмыжа, составленном в 1859 году. Эта преемственность демонстрирует богатые историко-геральдические корни официальных символов Малмыжского района, а также указывает на связь с современными символами города Малмыжа, административного центра Малмыжского района, образующими единый официальный символико-геральдический комплекс Малмыжской земли.

## История создания
- 6 февраля 2012 — герб района утверждён решением Малмыжской районной Думы[2].

- Герб Малмыжского района включён в Государственный геральдический регистр Российской Федерации под № 7477[1].